# Xerophaeus kiwuensis
Xerophaeus kiwuensis är en spindelart som beskrevs av Embrik Strand 1913. Xerophaeus kiwuensis ingår i släktet Xerophaeus och familjen plattbuksspindlar. Inga underarter finns listade i Catalogue of Life.